# Jassim Mohammed Ghulam
Jassim Mohammed Ghulam Al Hamd (Baghdad, 11 marzo 1979) è un calciatore iracheno, difensore dell'Al Quwa Al Jawiya.

## Carriera

### Club
Comincia a giocare all'Al-Zawraa. Nel 2000 passa all'Al Quwa Al Jawiya. Nel 2002 torna all'Al-Zawraa. Nel 2003 viene acquistato dall'Al Quwa Al Jawiya. Nell'estate 2006 si trasferisce in Giordania, all'Al-Baqa'a. Nel gennaio 2007 viene acquistato dall'Al-Wehdat. Nell'estate 2007 si trasferisce in Qatar, all'Al-Rayyan. Nel 2008 passa all'Aboomoslem, squadra della massima serie iraniana. Nel gennaio 2009 torna in patria, all'Al Quwa Al Jawiya.

### Nazionale
Ha debuttato in Nazionale nel 2001. Ha partecipato, con la Nazionale, alla Coppa d'Asia 2007. Ha collezionato in totale, con la maglia della Nazionale, 19 presenze.

## Palmarès

### Nazionale
- Coppa d'Asia: 1

2007